# آرثر رايت (كاتب)
آرثر رايت (بالإنجليزية: Arthur Wright)‏ هو كاتب أسترالي، ولد في 1870، وتوفي في 19 ديسمبر 1932.